# 500 lire ''Garibaldi''
Nel 1982, insieme con la moneta commemorativa del 350° del "Dialogo sopra i massimi sistemi" galileiano, è stata emessa anche una moneta da 500 lire in argento commemorativa del centenario della morte di Giuseppe Garibaldi. La moneta è presentata nella sola versione fior di conio confezionata in astuccio.

## Dati tecnici
Al dritto è ritratto al centro Giuseppe Garibaldi volto a destra, in giro è posta la dicitura "REPVBBLICA ITALIANA".
Al rovescio al centro è raffigurata l'isola di Caprera, luogo della morte di Garibaldi; a destra in basso è indicato il valore nominale della moneta, mentre a sinistra in alto è riportata la data.
Nel contorno: "REPVBBLICA ITALIANA" in rilievo.
Il diametro è di 29 mm, il peso di 11 g e il titolo è di 835/1000. La tiratura è di 192.999 esemplari.